# 보힌

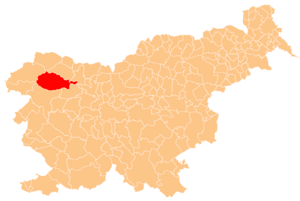
보힌의 위치

보힌(슬로베니아어: Bohinj)은 슬로베니아 북서부에 위치한 도시로 면적은 333.7km2, 인구는 5,222명(2002년 기준), 인구 밀도는 15.6명/km2이다.